# Marvin Brunswijk
Marvin Brunswijk (Rotterdam, 24 oktober 1976) is een voormalig Nederlands betaald voetballer die als verdediger speelde.
Brunswijk speelde in de jeugd bij Feyenoord en brak door bij SBV Excelsior. Hier kwam hij drie seizoenen voor uit waarna hij ging spelen bij RBC Roosendaal en Stormvogels Telstar. Het laatste jaar van zijn sportloopbaan kwam hij een seizoen uit voor de Cypriotische club Anorthosis Famagusta waarmee hij de Beker van Cyprus won. Na zijn terugkeer naar Nederland kreeg hij geen profcontract meer en speelde hij nog voor de amateurs van SV Deltasport.
| seizoen | club                 | land      | competitie                  | wed. | goals |
| ------- | -------------------- | --------- | --------------------------- | ---- | ----- |
| 1996/97 | SBV Excelsior        | Nederland | Eerste divisie              | 2    | 0     |
| 1997/98 | SBV Excelsior        | Nederland | Eerste divisie              | 3    | 0     |
| 1998/99 | SBV Excelsior        | Nederland | Eerste divisie              | 18   | 1     |
| 1999/00 | RBC Roosendaal       | Nederland | Eerste divisie              | 30   | 0     |
| 2000/01 | RBC Roosendaal       | Nederland | Eredivisie                  | 22   | 2     |
| 2001/02 | Stormvogels Telstar  | Nederland | Eerste divisie              | 30   | 5     |
| 2002/03 | Anorthosis Famagusta | Cyprus    | Cypriotische eerste divisie | 14   | 1     |